# Liste des Canadiens lauréats du prix Nobel
Les prix Nobel sont des récompenses de portée internationale. Remis pour la première fois en 1901, les prix sont décernés chaque année à des personnes « ayant apporté le plus grand bénéfice à l'humanité », par leurs inventions, découvertes et améliorations dans différents domaines de la connaissance, par l'œuvre littéraire la plus impressionnante, ou par leur travail en faveur de la paix, suivant ainsi les derniers vœux d'Alfred Nobel, inventeur de la dynamite.

## Lauréats nés au Canada
Dix-huit lauréats de prix Nobel sont nés au Canada :

### Prix Nobel de physique
- Richard E. Taylor, prix Nobel de physique en 1990 ;
- Bertram N. Brockhouse, prix Nobel de physique en 1994 ;
- Willard Boyle, prix Nobel de physique en 2009 ;
- Arthur B. McDonald, prix Nobel de physique en 2015 ;
- Donna Strickland, prix Nobel de physique en 2018.

### Prix Nobel de chimie
- William F. Giauque, prix Nobel de chimie en 1949 ;
- John Polanyi, prix Nobel de chimie en 1986 ;
- Henry Taube, prix Nobel de chimie en 1983 ;
- Sidney Altman, prix Nobel de chimie en 1989 ;
- Rudolph A. Marcus, prix Nobel de chimie en 2012.

### Prix Nobel de physiologie ou médecine
- Frederick Banting, prix Nobel de médecine en 1923 ;
- Charles B. Huggins, prix Nobel de médecine en 1966 ;
- David H. Hubel, prix Nobel de médecine en 1981 ;
- Ralph Steinman, prix Nobel de médecine en 2011.

### Prix Nobel de littérature
- Saul Bellow, prix Nobel de littérature en 1976 ;
- Alice Munro, prix Nobel de littérature en 2013.

### Prix Nobel de la paix
- Lester B. Pearson, prix Nobel de la paix en 1957.

### Prix de la Banque de Suède en sciences économiques en mémoire d'Alfred Nobel
- William Vickrey, prix de la Banque de Suède en sciences économiques en mémoire d'Alfred Nobel en 1966 ;
- Myron Scholes, prix de la Banque de Suède en sciences économiques en mémoire d'Alfred Nobel en 1997 ;
- Robert Mundell, prix de la Banque de Suède en sciences économiques en mémoire d'Alfred Nobel en 1999.